# Frank Wohlfahrt
Frank Barnim Robert Wohlfahrt (* 15. April 1894 in Bremen; † 3. Oktober 1971 in Hamburg) war ein deutscher Musiker, Komponist, Musikpädagoge und Musikkritiker.

## Leben
Wohlfahrt studierte ab 1910 Komposition bei Max Loewengard und Klavier bei Conrad Hanns am Vogtschen Konservatorium in Hamburg und ab 1913 bei Wilhelm Klatte und Bruno Eisner am Sternschen Konservatorium in Berlin. 1916 und 1917 gab er erste Klavierkonzerte in Davos, Ragaz und Bern. In Bern studierte er bei Ernst Kurth, kehrte jedoch 1920 wieder nach Berlin zurück. Ab 1923 lebte er meist in Florenz. 1929–1943 war er Musikkritiker für die Münchner Neuesten Nachrichten und die in Berlin erscheinende Deutsche Allgemeine Zeitung. Ab 1946 unterrichtete er Musiktheorie an der Staatlichen Schule für Musik und Theater in Hamburg, wo er bei deren Anerkennung als staatliche Hochschule 1950 eine Professur erhielt.
Wohlfahrt komponierte einige Streichquartette, eine dramatische Kantate und andere kurze Werke, ist aber eher durch seine musikkritischen Veröffentlichungen bekannt, darunter insbesondere:
- Anton Bruckners sinfonisches Werk (Leipzig, 1943);
- Drei Meister der Tonkunst: Bach – Mozart – Schumann (Hamburg, 1959);
- Geschichte der Sinfonie (Hamburg, 1966).

## Ehrung
1964 wurde er mit der Johannes-Brahms-Medaille der Stadt Hamburg geehrt.